# Elżbieta Żebrowska
Elżbieta Żebrowska, née Bednarek, le 27 mars 1945 à Varsovie et mort le 23 décembre 2021 dans la même ville, est une athlète polonaise spécialiste du 80 mètres haies.

## Carrière

### Palmarès
| Date | Compétition           | Lieu     | Résultat | Épreuve    | Performance |
| ---- | --------------------- | -------- | -------- | ---------- | ----------- |
| 1966 | Championnats d'Europe | Budapest | 3e       | 80 m haies | 10 s 7      |
| 1966 | Championnats d'Europe | Budapest | 1re      | 4 × 100 m  | 43 s 6      |
| 1968 | Jeux olympiques       | Mexico   | 7e       | 80 m haies | 10 s 6      |